# Borišiće
Borišiće (izvirno srbsko Боришиће) je naselje v Srbiji, ki upravno spada pod Občino Sjenica; slednja pa je del Zlatiborskega upravnega okraja.

## Demografija
V naselju, katerega izvirno (srbsko-cirilično) ime je Боришиће, živi 66 polnoletnih prebivalcev, pri čemer je njihova povprečna starost 35,5 let (35,4 pri moških in 35,7 pri ženskah). Naselje ima 17 gospodinjstev, pri čemer je povprečno število članov na gospodinjstvo 4,88.
To naselje je, glede na rezultate popisa iz leta 2002, večinoma muslimansko.
|  |

| Demografija | Demografija     | Demografija     |
| Leto        | Št. prebivalcev | Št. prebivalcev |
| ----------- | --------------- | --------------- |
|             |                 |                 |
|             |                 |                 |
|             |                 |                 |
|             |                 |                 |
| 1948        | 132             |                 |
| 1953        | 163             |                 |
| 1961        | 164             |                 |
| 1971        | 180             |                 |
| 1981        | 177             |                 |
| 1991        | 130             | 128             |
| 2002        | 105             | 83              |
|             |                 |                 |

| Etnična sestava po popisu iz leta 2002 | Etnična sestava po popisu iz leta 2002 | Etnična sestava po popisu iz leta 2002 | Etnična sestava po popisu iz leta 2002 | Etnična sestava po popisu iz leta 2002 |
| -------------------------------------- | -------------------------------------- | -------------------------------------- | -------------------------------------- | -------------------------------------- |
| Muslimani                              | Muslimani                              |                                        | 83                                     | 100,0%                                 |
| Neznano                                | Neznano                                |                                        | 0                                      | 0,0%                                   |